# Puchar Liderów LNB
Puchar Liderów LNB Pro A (fr. Leaders Cup LNB) – cykliczne krajowe rozgrywki sportowe, prowadzone systemem pucharowym, organizowane corocznie (co sezon) przez Francuską Federację Koszykówki dla francuskich męskich klubów koszykarskich. Jest to puchar francuskiej ligi LNB Pro A. Rozgrywany jest też puchar II klasy rozgrywkowej – ligi LNB Pro B.

## Historia

### Tournoi des As (1988–1993)
Tournoi des As (Turniej Asów) był poprzednikiem Pucharu Liderów i odbywał się w latach 1988–1993. Do rozgrywek przystępowały na koniec sezonu cztery drużyny z najlepszym bilansem w najwyższej klasie rozgrywkowej Pro A. Zawody trwały dwa dni. Zespół z najlepszym wynikiem sezonu regularnego stawał do rywalizacji z czwartym, a drugi z trzecim w serii półfinałowej. Dwa przegrane zespoły stawały do rywalizacji o trzecie miejsce drugiego dnia zawodów. Natomiast zwycięskie zespoły przystępowały tego samego dnia do rywalizacji o trofeum.

### Semaine des As (2003–2012)
Po dziesięciu lata przerwy puchar został reaktywowany w 2003, pod nazwą Semaine des As (Tydzień Asów). Był inspirowany formatem hiszpańskiego Pucharu Króla. Pierwsza edycja została zorganizowana w Pau. Zawody odbyły się tradycyjnie w lutym. Wzięło w nich udział osiem czołowych drużyn ligi Pro A, z uwzględnieniem ich bilansu w połowie rozgrywek sezonu regularnego. Rywalizacja trwała cztery dni i była rozgrywana w formacie play-off.

### Leaders Cup (od 2013)
Leaders Cup (Puchar Liderów) to aktualna nazwa rozgrywek. Gravelines pokonało Strasbourg 77–69 w pierwszej edycji turnieju pod nową nazwą.

## Finały
| Sezon                         | Zwycięzca                     | Wynik                         | Wicemistrz                    | Hala                          | Lokalizacja                   | MVP                           |
| Tournoi des As (Turniej Asów) | Tournoi des As (Turniej Asów) | Tournoi des As (Turniej Asów) | Tournoi des As (Turniej Asów) | Tournoi des As (Turniej Asów) | Tournoi des As (Turniej Asów) | Tournoi des As (Turniej Asów) |
| ----------------------------- | ----------------------------- | ----------------------------- | ----------------------------- | ----------------------------- | ----------------------------- | ----------------------------- |
| 1988                          | CSP Limoges                   | 88–85                         | Pitch Cholet                  |                               |                               |                               |
| 1989                          | Miluza Basket                 | 82–80                         | Pitch Cholet                  |                               |                               |                               |
| 1990                          | CSP Limoges                   | 87–84                         | Pitch Cholet                  |                               |                               |                               |
| 1991                          | Orthez                        | 68–65                         | CSP Limoges                   |                               |                               |                               |
| 1992                          | Pau-Orthez                    | 83–75                         | CSP Limoges                   |                               |                               |                               |
| 1993                          | Pau-Orthez                    | 71–58                         | Pitch Cholet                  |                               |                               |                               |
| Semaine des As (Tydzień Asów) |                               |                               |                               |                               |                               |                               |
| 2003                          | Pau-Orthez                    | 101–80                        | STB Hawr                      | Palais des Sports de Pau      | Pau                           |                               |
| 2004                          | JDA Dijon                     | 62–60                         | Le Mans Sarthe                | Palais des Sports de Mulhouse | Miluza                        |                               |
| 2005                          | SLUC Nancy                    | 112–76                        | BCM Gravelines                | Maison des Sports de C-F      | Clermont-Ferrand              |                               |
| 2006                          | Le Mans Sarthe                | 78–60                         | JL Bourg-en-Bresse            | Palais des Sports de Dijon    | Dijon                         | Eric Campbell                 |
| 2007                          | Chorale Roanne                | 87–82                         | Le Mans Sarthe                | Palais des Sports Jean Weille | Nancy                         | Marc Salyers                  |
| 2008                          | Cholet                        | 67–40                         | JA Vichy                      | Palais des Sports de Toulon   | Tulon                         | Nando De Colo                 |
| 2009                          | Le Mans Sarthe                | 74–64                         | Orléans                       | Salle des Docks Océane        | Hawr                          | David Blu                     |
| 2010                          | ASVEL                         | 70–69                         | Orléans                       | Astroballe                    | Villeurbanne                  | Mindaugas Lukauskis           |
| 2011                          | BCM Gravelines                | 79–71                         | Élan Chalon                   | Palais des Sports de Pau      | Pau                           | Yannick Bokolo                |
| 2012                          | Élan Chalon                   | 73–66                         | BCM Gravelines                | Halle André Vacheresse        | Roanne                        | Blake Schilb                  |
| Puchar Liderów                |                               |                               |                               |                               |                               |                               |
| 2013                          | BCM Gravelines                | 77–69                         | SIG                           | Disneyland Paryż              | Paryż                         | Ludovic Vaty                  |
| 2014                          | Le Mans Sarthe                | 74–64                         | JSF Nanterre                  | Disneyland Paryż              | Paryż                         | João Paulo Batista            |
| 2015                          | SIG                           | 60–58                         | Le Mans Sarthe                | Disneyland Paryż              | Paryż                         | Antoine Diot                  |
| 2016                          | Monaco                        | 99–74                         | Élan Chalon                   | Disneyland Paryż              | Paryż                         | Jamal Shuler                  |
| 2017                          | Monaco                        | 95–91                         | ASVEL                         | Disneyland Paryż              | Paryż                         | Serhij Hładyr                 |
| 2018                          | Monaco                        | 83–78                         | Le Mans Sarthe                | Disneyland Paryż              | Paryż                         | D.J. Cooper                   |

## Tytuły według klubu
| Zespół             | Zwycięzca | Wicemistrz | Zwycięskie lata        |
| ------------------ | --------- | ---------- | ---------------------- |
| Pau-Lacq-Orthez    | 4         | 0          | 1991, 1992, 1993, 2003 |
| Le Mans Sarthe     | 3         | 3          | 2006, 2009, 2014       |
| Monaco             | 3         | 0          | 2016, 2017, 2018       |
| CSP Limoges        | 2         | 2          | 1988, 1990             |
| BCM Gravelines     | 2         | 2          | 2011, 2013             |
| Cholet             | 1         | 4          | 2008                   |
| Élan Chalon        | 1         | 2          | 2012                   |
| SIG                | 1         | 1          | 2015                   |
| Miluza Basket      | 1         | 0          | 1989                   |
| JDA Dijon          | 1         | 0          | 2004                   |
| SLUC Nancy         | 1         | 0          | 2005                   |
| Chorale Roanne     | 1         | 0          | 2007                   |
| ASVEL              | 1         | 0          | 2010                   |
| Orléans            | 0         | 2          |                        |
| STB Hawr           | 0         | 1          |                        |
| JL Bourg-en-Bresse | 0         | 1          |                        |
| JA Vichy           | 0         | 1          |                        |
| Nanterre 92        | 0         | 1          |                        |